# Seattle SuperSonics 2003-2004
La stagione 2003-04 dei Seattle SuperSonics fu la 37ª nella NBA per la franchigia.
I Seattle SuperSonics arrivarono quarti nella Pacific Division della Western Conference con un record di 37-45, non qualificandosi per i play-off.

## Roster
| N° | Naz.                           | Ruolo | Sportivo            | Anno | Alt. | Peso |
| -- | ------------------------------ | ----- | ------------------- | ---- | ---- | ---- |
| 5  | Stati Uniti (bandiera)         | A     | Ansu Sesay          | 1976 | 206  | 102  |
| 7  | Stati Uniti (bandiera)         | A     | Rashard Lewis       | 1979 | 208  | 98   |
| 8  | Stati Uniti (bandiera)         | G     | Luke Ridnour        | 1981 | 188  | 79   |
| 9  | Ucraina (bandiera)             | C     | Vitalij Potapenko   | 1975 | 208  | 127  |
| 13 | Stati Uniti (bandiera)         | C     | Jerome James        | 1975 | 213  | 136  |
| 22 | Stati Uniti (bandiera)         | G     | Ronald Murray       | 1979 | 193  | 86   |
| 24 | Stati Uniti (bandiera)         | G     | Richie Frahm        | 1977 | 196  | 95   |
| 30 | Stati Uniti (bandiera)         | A     | Reggie Evans        | 1980 | 203  | 111  |
| 31 | Stati Uniti (bandiera)         | G     | Brent Barry         | 1971 | 198  | 84   |
| 33 | Stati Uniti (bandiera)         | G     | Antonio Daniels     | 1975 | 193  | 88   |
| 34 | Stati Uniti (bandiera)         | G     | Ray Allen           | 1975 | 196  | 93   |
| 35 | Stati Uniti (bandiera)         | C     | Leon Smith          | 1980 | 208  | 107  |
| 52 | Stati Uniti (bandiera)         | C     | Calvin Booth        | 1976 | 211  | 104  |
| 77 | Serbia e Montenegro (bandiera) | A     | Vladimir Radmanović | 1980 | 208  | 103  |

## Staff tecnico
- Allenatore: Nate McMillan
- Vice-allenatori: Dwane Casey, Dean Demopoulos, Bob Weiss